# Il negoziante temerario
Il negoziante temerario (Ухарь-купец, Uchar'-kupec) è un cortometraggio del 1909 diretto da Vasilij Michajlovič Gončarov.